# Idiophthalma suspecta
Idiophthalma suspecta is een spinnensoort uit de familie Barychelidae. De soort komt voor in Colombia.